# Scleria woodii
Scleria woodii är en halvgräsart som beskrevs av Charles Baron Clarke. Scleria woodii ingår i släktet Scleria och familjen halvgräs.

## Underarter
Arten delas in i följande underarter:
- S. w. ornata
- S. w. woodii